# Сіагрій (патрикій)
Сіагрій (лат. Syagrius; д/н — 629) — патрикій Провансу і префект Марселю, граф Альбі.

## Життєпис
Походив зі знатного галло-римського роду. Син Салвія та франкської аристократки Герхенфреди. Народився у м.Альбі. Ще хлопцем разом з братами Рустиком і Дезидерієм його було відправлено до двору короля Хлотара II. Тут здобув гарну освіту в Меровінзькій придворній школі.
В подальшому тривалий час служив при дворі Хлотара II. Потім був призначений графом Альбі й патрикієм Провансу — префектом Марселю. Залишався на посаді до самої смерті у 629 році. Наступником став його брат Дезідерій.